# Droga wojewódzka 399
Die Droga wojewódzka 399 (DW 399) ist eine zwei Kilometer lange Droga wojewódzka (Woiwodschaftsstraße) in der polnischen Woiwodschaft Kujawien-Pommern, die die Droga wojewódzka 398 in Liszkowo mit der Droga wojewódzka 246 in Żelechlin verbindet. Die Strecke liegt im Powiat Inowrocławski.

## Streckenverlauf
Woiwodschaft Kujawien-Pommern, Powiat Inowrocławski
-  Liszkowo (Witzleben) (DW 298)
-  Żelechlin (DW 246)